# Ruy-Montceau
Ruy este o comună în departamentul Isère din sud-estul Franței. În 2009 avea o populație de 4.142 de locuitori.

## Evoluția populației
| An        | 1975  | 1982  | 1990  | 1999  | 2006  | 2009  |
| --------- | ----- | ----- | ----- | ----- | ----- | ----- |
| Populație | 2.184 | 2.619 | 3.143 | 3.762 | 3.993 | 4.142 |